# Henri Ramière
Compléments
Ramière fut le grand promoteur de la dévotion au Cœur de Jésus durant le XIXe siècle.
Henri Ramière, parfois orthographié Henry Ramière, né le 10 juillet 1821 à Castres (France) et décédé le 3 janvier 1884 à Toulouse (France), est un prêtre jésuite, théologien, écrivain spirituel et essayiste français, grand apôtre de la dévotion au Sacré-Cœur de Jésus.

## Biographie

### Formation et premières années
Après des études faites dans deux collèges jésuites, à Pasaia (Espagne) puis à Fribourg (Suisse), Henri Ramière entre au noviciat de la Compagnie de Jésus le 15 juin 1839 où il étudie l'éloquence à Paris et se livre aux études théologiques de 1844 à 1847.  Il est ordonné prêtre le 10 janvier 1847, à Vals-près-le-Puy. 
À la fin de ses études, il se rend en Angleterre où il enseigne la philosophie au collège de Stonyhurst, (1847-1850) et la théologie. C’est surtout comme théologien qu’il excelle et est connu.

### Dévotion au Cœur de Jésus
Ses supérieurs le rappellent en France pour lui confier en 1853 la direction des hautes études, à la maison d’études des jésuites français qui se trouve à Vals-près-le-Puy. Il y restera jusqu'en 1864, contribuant avec un zèle ardent à la promotion du renouveau de la pensée scolastique contre l'ontologisme qui dominait avant lui dans la maison. Durant cette période, il y fonde un sanctuaire en l'honneur du Cœur de Jésus priant. 
Ce grand attachement personnel et une dévotion profonde pour la personne de Jésus le pousse à fonder, en 1861, Le Messager du Cœur de Jésus, publication mensuelle dont il restera le directeur très actif jusqu'aux derniers moments de sa vie. Cette revue qui aura un grand avenir et est toujours en circulation, est alors imprimée en neuf ou dix langues: la seule édition de Toulouse compte plus de 20 000 abonnés.  
Le temps passé à Vals-près-le-Puy est entrecoupé de nombreuses retraites données à des ecclésiastiques, à Toulouse (1864) et dans d'autres lieux de France et des pays voisins (Angleterre, Allemagne, Italie, Espagne). À la même époque, il réorganise l'Apostolat de la prière, œuvre fondée en 1844 par son confrère, le père François-Xavier Gautrelet, à laquelle il donne un essor considérable dans les pays de tradition chrétienne.
Il publie l'Abandon à la Providence divine, un petit livre de spiritualité personnelle attribué à Jean-Pierre de Caussade.

### Son action pendant le concile Vatican I
Alors qu'il se trouve à Toulouse, Ramière est invité à participer au concile Vatican I (1869-1870). Son action y est considérable. Il y concourt comme théologien, comme conseiller ecclésiastique de Mgr Joseph Gignoux, évêque de Beauvais, et à titre de procureur du cardinal Alexis Billiet, archevêque de Chambéry, dont le grand âge et les infirmités l'empêchaient de se rendre à l'assemblée. Il rédige à Rome le Bulletin du concile.
Il est également l'auteur d'un volume intitulé Les doctrines romaines sur le libéralisme, envisagé au point de vue du dogme chrétien et de l'ordre social. Il recevra les félicitations du pape Pie IX pour l'exemplaire qu'il lui a fait parvenir.    
De 1872 à 1875 il réside à Lyon comme directeur adjoint de la revue Études religieuses. 
Écrivain prolifique, il y publie de nombreux articles ayant surtout un souci pédagogique: il propose des solutions aux questions contemporaines à la lumière de la pensée traditionnelle chrétienne. Ses opinions sont plutôt ultramontaines.

### Retour à Toulouse
Il participe à divers congrès. En 1875, il rentre à Vals-près-le-Puy comme directeur des hautes études catholiques. Mais, en 1877, la fondation de l’Institut catholique le rappelle à Toulouse pour occuper les chaires de droit naturel et de morale à l'école supérieure de théologie qui y est ouverte. L'abbé Riche publia une réponse à un de ces ouvrages.
Mais sa santé faiblissant, il cède au Père de Froment, sa place à l'Institut catholique. Dès ce moment, il se retire  dans la maison du Messager du Cœur de Jésus dont il suit le développement. Henri Ramière meurt, victime d'une congestion, le 3 janvier 1884 à Toulouse, au siège de sa chère revue, au n° 13 de la rue Saint-Remézy. Il s'apprêtait, dit-on, à célébrer la messe. Ses obsèques sont célébrées, samedi 5 janvier, à l'Église Notre-Dame de la Dalbade à Toulouse.

## Sa succession à l'Œuvre de l'Apostolat de la prière
L'Œuvre de l'Apostolat de la prière, dont le centre est établi à Toulouse et qu'Henri Ramière a dirigée pendant vingt-cinq années, compte alors treize millions d'associés. Le pape Léon XIII lui nomme un successeur par décision en date du 20 janvier 1884, Émile Régnault, qui prend également la direction du Messager du Cœur de Jésus et du Petit Messager du Cœur de Marie, les deux revues mensuelles servant d'organes officiels à l'Œuvre de l'Apostolat. L'héritage intellectuel du Père Ramière se trouve donc en de bonnes mains, le P. Régnault, professeur et écrivain de la Compagnie de Jésus, étant un ancien rédacteur des Études religieuses.

## Écrits
- Les Espérances de l'Église, Paris, 1861.
- Le Mois du Sacré-Cœur,
- Le Directoire du chrétien, ou Recueil des principaux moyens de sanctification, à l'usage des personnes appelées à vivre dans le monde, J.-B. Pélagaud, (1859).
- L'Église et la civilisation moderne, Impr. de Marchessou, (1861).
- L'École de la réforme sociale,  A. Mame et fils, (1875).
- Le Règne social du Cœur de Jésus, Toulouse, 1892, rééd. éditions Saint-Rémi.
- La Prière dans l'économie du salut des hommes, Apostolat de la prière, (1938) .
- L'Abandon à la Providence divine,  avec une dame de Lorraine et Jean-Pierre de Caussade, Lecoffre fils; Édition : 5e éd. (1870).
- le Mois du Sacré-Cœur de Jésus, Apostolat de la prière, (1er janvier 1927).
- L'Apostolat de la prière, en union avec le Cœur de Jésus, Lyon, 1859 puis Apostolat de la prière, (1er janvier 1929).
- Le Rosaire des âmes zélées offert aux associés du Rosaire vivant et de l'Apostolat de la prière, Librairie catholique, (1856).

Les autres travaux publiés par le Père Ramière sont nombreux, comme :
- L'Abbé Gratry et Mgr Dupanloup.
- La Mission du Concile révélée par le P. Gratry.
- L'Abbé Gratry, le Pseudo-Isidore et le Défenseur de l'Église.

Ces écrits lui ont valu les félicitations du pape Pie IX.